# カイル・アレン
カイル・アレン（Kyle Allen, 1996年3月8日 - ）は、アメリカ合衆国アリゾナ州スコッツデール出身のプロアメリカンフットボール選手。NFLのデトロイト・ライオンズに所属している。ポジションはクォーターバック。

## 経歴

### カレッジ
テキサスA&M大学で2年間、ヒューストン大学で2年間プレーした後に2018年のNFLドラフトへエントリーしたが、指名はなかった。

### 個人成績
| テキサスA&M  | テキサスA&M  | テキサスA&M  | テキサスA&M  | テキサスA&M  | テキサスA&M  | テキサスA&M  | テキサスA&M  | テキサスA&M  | テキサスA&M  | テキサスA&M  | テキサスA&M  |
| シーズン     | パス         | パス         | パス         | パス         | パス         | パス         | パス         | ラン         | ラン         | ラン         | ラン         |
| シーズン     | Cmp          | Att          | Yds          | Pct          | TD           | Int          | QBR          | Att          | Yds          | Avg          | TD           |
| ------------ | ------------ | ------------ | ------------ | ------------ | ------------ | ------------ | ------------ | ------------ | ------------ | ------------ | ------------ |
| 2014         | 118          | 192          | 1,322        | 61.5         | 16           | 7            | 139.5        | 29           | 44           | 1.5          | 1            |
| 2015         | 160          | 283          | 2,210        | 56.5         | 17           | 7            | 137.0        | 65           | 102          | 1.6          | 2            |
| ヒューストン |              |              |              |              |              |              |              |              |              |              |              |
| 2016         | レッドシャツ | レッドシャツ | レッドシャツ | レッドシャツ | レッドシャツ | レッドシャツ | レッドシャツ | レッドシャツ | レッドシャツ | レッドシャツ | レッドシャツ |
| 2017         | 80           | 105          | 751          | 76.2         | 4            | 4            | 141.2        | 11           | −14          | −1.3         | 0            |
| 通算         | 358          | 580          | 4,283        | 61.7         | 37           | 18           | 138.6        | 105          | 132          | 1.3          | 3            |

### カロライナ・パンサーズ
ドラフト後の2018年4月28日にカロライナ・パンサーズと契約した。9月1日に解雇されたが、翌日にプラクティス・スクワッドに登録された。
2018年シーズン最終盤にキャム・ニュートンの故障に伴い昇格し、第16週のアトランタ・ファルコンズ戦に途中出場してNFLデビューを果たす。シーズン最終戦となった翌週のニューオーリンズ・セインツ戦で初先発を務め、勝利に貢献した。

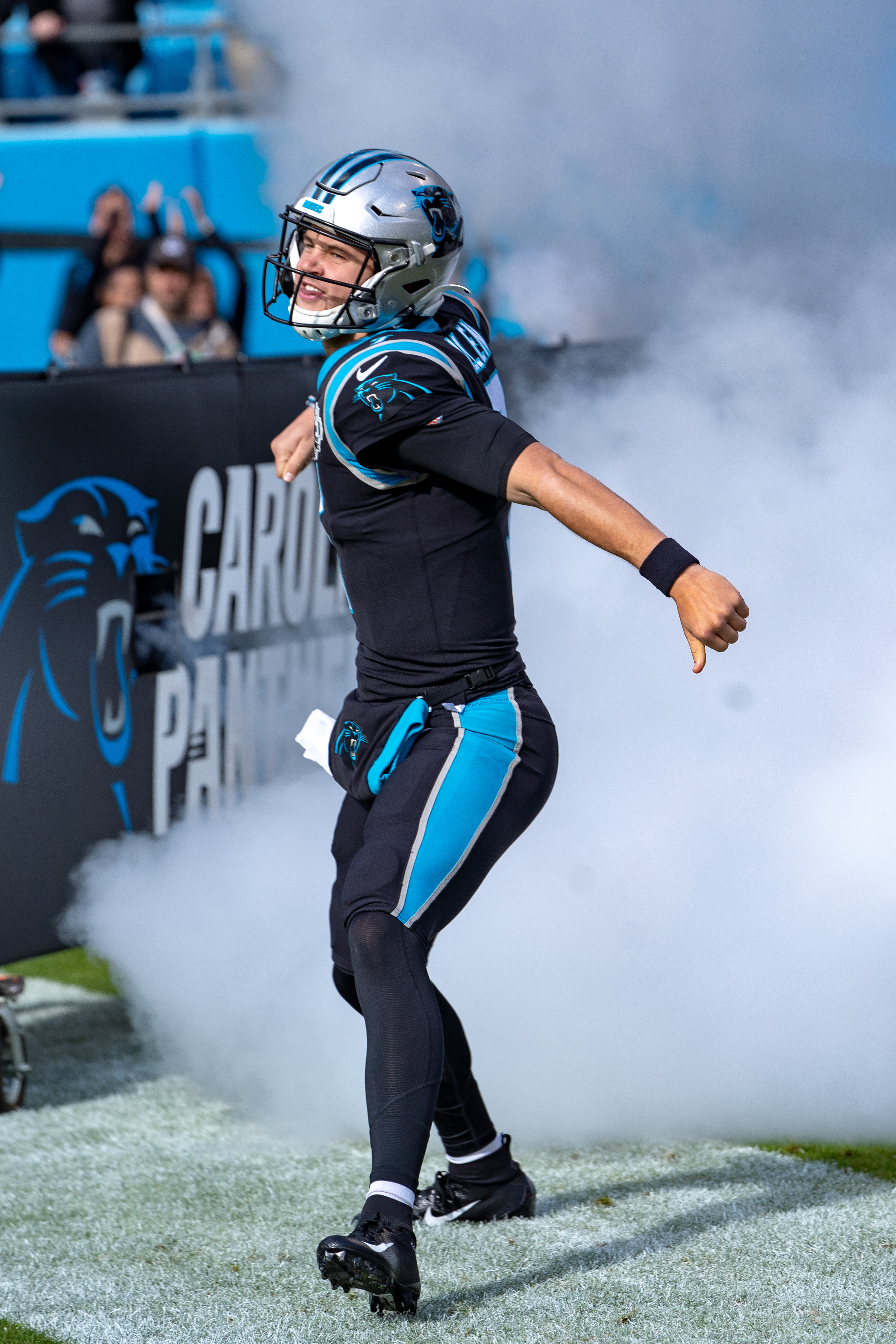
パンサーズでのアレン
(2019年)

2019年シーズンはニュートンがシーズンの大半を欠場したこともあり年間通じて先発を任され、自己最多の13試合に出場して3,322パス獲得ヤード、17タッチダウン、16インターセプトを記録した。

### ワシントン・フットボールチーム
2020年3月24日に同年のドラフト5巡目指名権とのトレードで、ワシントン・フットボールチームへ移籍した。フットボールチームでは前年までパンサーズのヘッドコーチを務めたロン・リベラが新たにヘッドコーチに就任しており、再びリベラの下でプレーすることになった。
2020年シーズンは足首の怪我などに苦しみ、4試合の出場に留まった。
2021年シーズンは新型コロナウイルス感染などの影響で2試合の出場に留まった。

### ヒューストン・テキサンズ
2022年3月23日にヒューストン・テキサンズと1年250万ドルの契約を結んだ。

### バッファロー・ビルズ
2023年3月、バッファロー・ビルズと1年契約を結んだ。

### ピッツバーグ・スティーラーズ
2024年3月26日にピッツバーグ・スティーラーズと1年契約を結んだ。

### デトロイト・ライオンズ
2025年3月にデトロイト・ライオンズと契約した 。